# Henry Grey Bennet
Henry Grey Bennet (2 dicembre 1777 – Como, 29 maggio 1836) è stato un politico britannico.

## Biografia
Henry Grey Bennet nacque in Inghilterra, quarto figlio di Charles Bennet, IV conte di Tankerville e di Lady Emma Tankerville, la figlia del banchiere e baronetto Sir James Colebrooke.
Grey Bennet studiò all'Eton College dal 1788 al 1792, servì brevemente nella fanteria del Royal Army, entrò al Lincoln's Inn nel 1788 e studiò al Peterhouse College dell'Università di Cambridge dal 1799. Nel 1803 ottenne la licenza per praticare legge.
Dopo una prima elezione dichiarata non valida per il distretto elettorale di Shrewsbury nel 1806, Grey Bennet si ricandidò l'anno successivo, ma le sue posizioni favorevoli ai cattolici gli costarono le elezioni nel 1807. Nel 1811 ottenne nuovamente un seggio in parlamento. Tra il 1813 e il 1815 fu il secondo presidente della Geological Society of London.
La sua carriera politica, che lo aveva visto difensore della regina Carolina nel 1820, fu bruscamente interrotta nel 1824 da uno scandalo sessuale dopo che Henry Grey Bennet aveva importunato con fini sessuali un giovane servo ai bagni termali. Si ritirò dalla vita politica per evitare ripercussioni legali, per quanto egli negò gli avvenimenti e dichiarò che fosse una congiura per estorcergli denaro, anche se i fatti erano indubbiamente contro di lui e il suo nome era legato al notorio Richard Heber. Ufficialmente il suo ritiro dalla scena politica fu giustificato da Grey Bennet con la morte dei due figli di tubercolosi.
Henry Grey Bennet si ritirò in esilio con la moglie Gertrude Frances, che aveva sposato nel 1816 e che fu la madre dei suoi quattro figli, un maschio e tre femmine. Grey Bennet si trasferì sul lago di Como, dove morì nel 1836.